# Abia (staat)

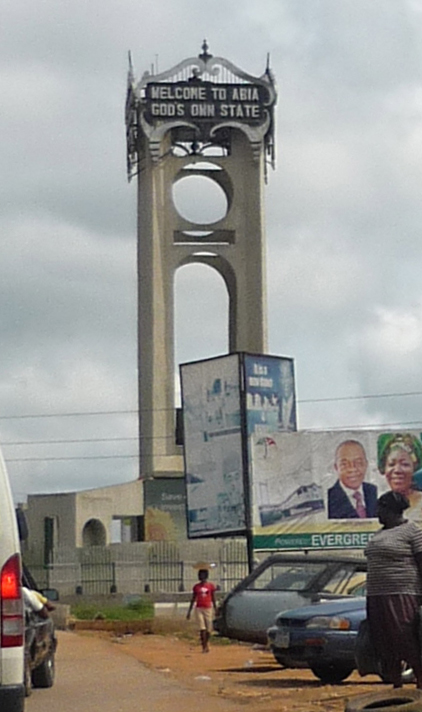
Abia

Abia is een staat in zuidoost Nigeria. De staat ontstond in 1991 uit een deel van Imo. De hoofdstad is Umuahia, de staat heeft 4.350.963 inwoners (2007) en een oppervlakte van 6320 km². De belangrijkste handelsstad is Aba, een voormalige Brits-koloniale regeringspost. Arochukwu is de derde stad van de staat.

## Infrastructuur en economie
Abia wordt weleens het "Japan van Afrika" genoemd vanwege het grote aantal fabrieken. Door zijn gunstige regenseizoen heeft Abia veel vruchtbaar land, waar yams, maïs, aardappelen, rijst, cashewnoten, bakbananen en cassave geproduceerd worden. Daarnaast bezit Abia grote voorraden ruw olie.
In Umudike staat de Federale Landbouwuniversiteit, en de Staatsuniversiteit van Abia staat in Uturu. Twee ziekenhuizen, het Federale Medisch Centrum in Umuahia en het Abia Staatsuniversitair Ziekenhuis, fungeren als de belangrijkste medische centra van de staat. In Aba staat de Technische Staatsuniversiteit.
Abia is een van de vredelievendste staten van Nigeria en is daardoor erg aantrekkelijk voor buitenlandse investeerders. Sinds het ontstaan in 1991 groeit het aantal inwoners dan ook snel.

## Geschiedenis en bevolking
Abia werd in 1991 afgescheiden van Imo. Het is een van de zesendertig staten die samen de Federale Republiek Nigeria vormen. De bevolking van Abia behoort tot de Igbo, een etnische groep die voornamelijk voorkomen in het zuidoosten van Nigeria. De oorspronkelijke taal van de Abia is het Igbo. Het Engels wordt door veel mensen gesproken en is de officiële taal van de regering en het zakenleven. De Abia's zijn voornamelijk Christenen. Het is een ondernemend volk, dat bekendstaat om zijn ijver, markt-georiënteerd zijn, en gastvriendelijkheid.

## Geografie
Abia wordt in het noorden en noordoosten begrensd door de staten Anambra, Enugu, en Ebonyi. Ten westen ligt de staat Imo, ten oosten en zuidoosten liggen de staten Cross River en Akwa Ibom, en in het zuiden de staat Rivers. Het zuidelijkste deel van de staat ligt in het rivierengebied van Nigeria. Het is een laaggelegen gebied met hevige regenval (2400 mm/jaar), voornamelijk in de periode van april tot Oktober. De rest van de staat bestaat uit hoogvlaktes. De belangrijkste rivieren in Abia zijn de Imo en de Aba, die via de delta van de Niger in de Atlantische Oceaan uitmonden.
De hoofdstad is Umuahia. De belangrijkste stedelijke gebieden zijn verder Aba, Arochukwu en Abiriba.

## Politiek
De staatsregering wordt gevormd door een gekozen Huis van Afgevaardigden met aan het hoofd een democratisch gekozen gouverneur.

## Lokale bestuurseenheden
Er zijn zeventien lokale bestuurseenheden (Local Government Areas of LGA's). Elk LGA wordt bestuurd door een gekozen raad met aan het hoofd een democratisch gekozen voorzitter.
De lokale bestuurseenheden zijn:
| - Aba North - Aba South - Arochukwu - Bende - Isiala Ngwa North - Isiala Ngwa South - Nneochi - Obingwa - Ohafia |  | - Osisioma - Ugwunagbo - Ukwa East - Ukwa West - Umuahia North - Umuahia South - lkwuano - lsuikwuato |

## Verkeer en vervoer
De dichtstbijzijnde luchthaven is de internationale luchthaven Port Harcourt (PHC), gelegen op ongeveer 30 minuten rijden van Abia en 50 minuten rijden van Umuahia.
Abia · Adamawa · Akwa Ibom · Anambra · Bauchi · Bayelsa · Benue · Borno · Cross River · Delta · Ebonyi · Edo · Ekiti · Enugu · Gombe · Imo · Jigawa · Kaduna · Kano · Katsina · Kebbi · Kogi · Kwara · Lagos · Nassarawa · Niger · Ogun · Ondo · Osun · Oyo · Plateau · Rivers · Sokoto · Taraba · Yobe · Zamfara
Federaal district: Federal Capital Territory